# Sniploa
Sniploa (лат.) — род клопов из семейства древесных щитников. Эндемик Южной Америки (Аргентина, Чили).

## Описание
Длина тела около 1 см. От близких родов отличается следующими признаками: параклипеи сходятся за передним концом антеклипеуса; брюшной киль выходит за передние концы задних тазиков ; стернальный киль обычно отсутствует или слабо развит. Антенны 5-члениковые. Лапки состоят из двух сегментов. Щитик треугольный и достигает середины брюшка, голени без шипов.
- Sniploa obsoletus Signoret, 1864
- Sniploa shajovskoi Kormilev, 1952[8]